# Fregne
Fregner er brunlige, indtil ærtstore pigmentpletter (ophobning af farvestoffet melanin i huden på et mindre område), navnlig i ansigtet og på hænderne, især i sommermånederne.
Hvor disponeret man er for at få fregner er genetisk bestemt.
Selve fregnerne opstår ved udsættelse for sollys. Processen er den samme som fører til solbrændthed.
Fregner i sig selv er ikke farlige, men mennesker med lys hud er mere udsat for solskoldning og hudkræft. Derfor bør mennesker med lys hud passe ekstra på i solen, og være påpasselig med at huske at anvende solcreme.
Fregner er tydeligst hos mennesker med lys hud på grund af manglende pigmentering.